# Darren Elkins
Darren Keith Elkins (Hobart, 16 de maio de 1984) é um lutador norte-americano de artes marciais mistas, atualmente compete no peso-pena do Ultimate Fighting Championship.

## Carreira Amadora no Wrestling
Elkins competiu quatro anos no estado de Indiana, lutando pela Portage High School. Elkins ficou em 7° como calouro, classificado como estudante de segundo ano, 3° como júnior, e foi Campeão Estadual como senior. Darren também ganhou vários campeonatos Estaduais de Freestyle quando jovem.

## Carreira no MMA

### Ultimate Fighting Championship
Elkins fez sua estréia no UFC no card preliminar do UFC Live: Vera vs. Jones, quando derrotou Duane Ludwig por Nocaute Técnico após Ludwig sofrer uma grave lesão no tornozelo depois de ser derrubado por Elkins no primeiro round.
Sua próxima luta aconteceu no card preliminar do UFC Live: Jones vs. Matyushenko contra Charles Oliveira. Elkins colocou Oliveira para baixo no começo, porém seu adversário rapidamente encaixou um triângulo. Oliveira fez a transição para a chave de braço, forçando Elkins a desistir.
Elkins era esperado para enfrentar o prospecto Edson Barboza em 20 de Novembro de 2010 no UFC 123, porém Elkins foi forçado a se retirar do card com uma lesão e foi substituído por Mike Lullo.
Elkins fez sua estréia no Peso Pena contra o mundialmente rankeado Michihiro Omigawa em 11 de Junho de 2011 no UFC 131. Ele venceu por Decisão Unãnime.
Elkins venceu por Decisão Unânime Zhang Tiequan em 8 de Outubro de 2011 no UFC 136. Após uma tentativa de guilhotina sem sucesso de Zhnag, Elkins foi capaz de controlar a luta por cima, acumulando pontos com chegando a montada e golpenado.
Elkins derrotou o vencedor do TUF 14 Diego Brandao em 26 de Maio de 2012 no UFC 146. Elkins utilizou seu jogo superior e seu ground and pound para vencer o segundo e terceiro round, vencendo por Decisão Unânime.
Elkins enfrentou em seguida o prospecto da divisão dos Penas Steven Siler em 17 de novembro de 2012 no UFC 154. Após dominar os três rounds da luta, Elkins conseguiu uma vitória por Decisão Unânime, conseguindo o recorde de 4-0 na divisão dos Penas e 5-1 no total no UFC.
Elkins enfrentou Antonio Carvalho em 16 de março de 2013 no UFC 158. E venceu por Nocaute Técnico no primeiro round.
Elkins enfrentou Chad Mendes em 20 de abril de 2013 no UFC on Fox: Henderson vs. Melendez, substituindo o lesionado Clay Guida. E foi derrotado por nocaute técnico ainda em pouco mais de um minuto do primeiro round.
Elkins enfrentou Hatsu Hioki em 28 de agosto de 2013 no UFC Fight Night: Condit vs. Kampmann II e venceu por decisão unânime.
Elkins enfrentou Jeremy Stephens em 25 de janeiro de 2014 no UFC on Fox: Henderson vs. Thomson. Elkins perdeu por decisão unânime.
Elkins enfrentou Lucas Martins em 25 de Outubro de 2014 no UFC 179, substituindo Jeremy Stephens, que recusou a luta. Ele venceu por decisão dividida.
Logo após sua vitória sobre Martins, Elkins foi colocado para fazer outra luta em território brasileiro, dessa vez contra Hacran Dias em 20 de Dezembro de 2014 no UFC Fight Night: Machida vs. Dollaway. Ele foi derrotado por decisão unânime.
Elkins enfrentou o escocês Rob Whiteford em 24 de outubro de 2015 no UFC Fight Night: Holohan vs. Smolka. Ele venceu o combate por decisão unânime. Este resultado se repetiu nas duas lutas seguintes, contra Chas Skelly, no UFC 196: McGregor vs. Diaz, e contra Godofredo Pepey, UFC on Fox: Holm vs. Shevchenko.

## Cartel no MMA
| Cartel no MMA   |             |             |
| 36 lutas        | 26 vitórias | 10 derrotas |
| Por nocaute     | 9           | 4           |
| Por finalização | 5           | 1           |
| Por decisão     | 12          | 5           |

| Res.    | Cartel | Oponente              | Método                                  | Evento                                  | Data       | Round | Tempo | Local                         | Notas                 |
| ------- | ------ | --------------------- | --------------------------------------- | --------------------------------------- | ---------- | ----- | ----- | ----------------------------- | --------------------- |
| Derrota | 26-10  | Cub Swanson           | Nocaute Técnico (socos e chute rodado)  | UFC Fight Night: Lewis vs. Daukaus      | 18/12/2021 | 1     | 2:12  | Las Vegas, Nevada             |                       |
| Vitória | 26-9   | Darrick Minner        | Nocaute Técnico (socos)                 | UFC on ESPN: Sandhagen vs. Dillashaw    | 24/07/2021 | 2     | 3:48  | Las Vegas, Nevada             | Performance da Noite. |
| Vitória | 25-9   | Eduardo Garagorri     | Finalização (mata leão)                 | UFC Fight Night: Santos vs. Teixeira    | 07/11/2020 | 3     | 2:22  | Las Vegas                     |                       |
| Derrota | 24-9   | Nate Landwehr         | Decisão (unânime)                       | UFC on ESPN: Overeem vs. Harris         | 16/05/2020 | 3     | 5:00  | Jacksonville, Flórida         |                       |
| Derrota | 24-8   | Ryan Hall             | Decisão (unânime)                       | UFC Fight Night: de Randamie vs. Ladd   | 13/07/2019 | 3     | 5:00  | Sacramento, Califórnia        |                       |
| Derrota | 24-7   | Ricardo Lamas         | Nocaute Técnico (cotoveladas e socos)   | UFC Fight Night: Magny vs. Ponzinibbio  | 17/11/2018 | 3     | 4:09  | Buenos Aires                  |                       |
| Derrota | 24-6   | Alexander Volkanovski | Decisão (unânime)                       | UFC Fight Night: dos Santos vs. Ivanov  | 14/07/2018 | 3     | 5:00  | Boise, Idaho                  |                       |
| Vitória | 24-5   | Michael Johnson       | Finalização (mata leão)                 | UFC Fight Night: Stephens vs. Choi      | 14/01/2018 | 2     | 2:22  | St.Louis, Missouri            | Performance da Noite. |
| Vitória | 23-5   | Dennis Bermudez       | Decisão (dividida)                      | UFC on Fox: Weidman vs. Gastelum        | 22/07/2017 | 3     | 5:00  | Long Island, New York         |                       |
| Vitória | 22-5   | Mirsad Bektić         | Nocaute (socos e chute na cabeça)       | UFC 209: Woodley vs. Thompson II        | 04/03/2017 | 3     | 3:19  | Las Vegas, Nevada             | Performance da Noite. |
| Vitória | 21-5   | Godofredo Pepey       | Decisão (unânime)                       | UFC on Fox: Holm vs. Shevchenko         | 23/07/2016 | 3     | 5:00  | Chicago, Illinois             |                       |
| Vitória | 20-5   | Chas Skelly           | Decisão (unânime)                       | UFC 196: McGregor vs. Diaz              | 05/03/2016 | 3     | 5:00  | Las Vegas, Nevada             |                       |
| Vitória | 19-5   | Robert Whiteford      | Decisão (unânime)                       | UFC Fight Night: Holohan vs. Smolka     | 24/10/2015 | 3     | 5:00  | Dublin                        |                       |
| Derrota | 18-5   | Hacran Dias           | Decisão (unânime)                       | UFC Fight Night: Machida vs. Dollaway   | 20/12/2014 | 3     | 5:00  | Barueri                       |                       |
| Vitória | 18-4   | Lucas Martins         | Decisão (dividida)                      | UFC 179: Aldo vs. Mendes II             | 25/10/2014 | 3     | 5:00  | Rio de Janeiro                |                       |
| Derrota | 17-4   | Jeremy Stephens       | Decisão (unânime)                       | UFC on Fox: Henderson vs. Thomson       | 25/01/2014 | 3     | 5:00  | Chicago, Illinois             |                       |
| Vitória | 17-3   | Hatsu Hioki           | Decisão (unânime)                       | UFC Fight Night: Condit vs. Kampmann II | 28/08/2013 | 3     | 5:00  | Indianápolis, Indiana         |                       |
| Derrota | 16-3   | Chad Mendes           | Nocaute Técnico (socos)                 | UFC on Fox: Henderson vs. Melendez      | 20/04/2013 | 1     | 1:08  | San José, Califórnia          |                       |
| Vitória | 16-2   | Antonio Carvalho      | Nocaute Técnico (socos)                 | UFC 158: St. Pierre vs. Diaz            | 16/03/2013 | 1     | 3:06  | Montreal, Quebec              |                       |
| Vitória | 15-2   | Steven Siler          | Decisão (unânime)                       | UFC 154: St. Pierre vs. Condit          | 17/11/2012 | 3     | 5:00  | Montreal, Quebec              |                       |
| Vitória | 14-2   | Diego Brandão         | Decisão (unânime)                       | UFC 146: Dos Santos vs. Mir             | 26/05/2012 | 3     | 5:00  | Las Vegas, Nevada             |                       |
| Vitória | 13-2   | Zhang Tiequan         | Decisão (unânime)                       | UFC 136: Edgar vs. Maynard III          | 08/10/2011 | 3     | 5:00  | Houston, Texas                |                       |
| Vitória | 12-2   | Michihiro Omigawa     | Decisão (unânime)                       | UFC 131: Dos Santos vs. Carwin          | 11/06/2011 | 3     | 5:00  | Vancouver, Colúmbia Britânica | Estreia no peso-pena. |
| Derrota | 11-2   | Charles Oliveira      | Finalização (chave de braço)            | UFC Live: Jones vs. Matyushenko         | 01/08/2010 | 1     | 0:41  | San Diego, Califórnia         |                       |
| Vitória | 11-1   | Duane Ludwig          | Nocaute Técnico (lesão no tornozelo)    | UFC Live: Vera vs. Jones                | 21/03/2010 | 1     | 0:44  | Broomfield, Colorado          |                       |
| Vitória | 10-1   | Gideon Ray            | Decisão (unânime)                       | Hoosier FC 1: Raise Up                  | 20/11/2009 | 3     | 5:00  | Valparaiso, Indiana           |                       |
| Vitória | 9-1    | Bryan Neville         | Nocaute Técnico (socos)                 | Total Fight Challenge 17                | 10/10/2009 | 1     | 1:27  | Hammond, Indiana              |                       |
| Derrota | 8-1    | Ted Worthington       | Nocaute Técnico (corte)                 | Duneland Classic 6                      | 12/09/2009 | 1     | 0:13  | Crown Point, Indiana          |                       |
| Vitória | 8-0    | Danny Rodriguez       | Finalização (mata leão)                 | Total Fight Challenge 15                | 30/05/2009 | 1     | 1:36  | Hammond, Indiana              |                       |
| Vitória | 7-0    | Pat Curran            | Decisão (unânime)                       | C3: Domination                          | 22/11/2008 | 3     | 5:00  | Hammond, Indiana              |                       |
| Vitória | 6-0    | Kenny Klein           | Nocaute Técnico (finalização e socos)   | C3: Summer Fight Fest 3                 | 15/08/2008 | 1     | 1:36  | Highland, Indiana             |                       |
| Vitória | 5-0    | Decarlo Johnson       | Finalização (guilhotina)                | C3: Corral Combat Classic 2             | 26/04/2008 | 2     | 0:24  | Hammond, Indiana              |                       |
| Vitória | 4-0    | Atsuhiro Tsuboi       | Finalização (estrangulamento)           | Bodog Fight: Vancouver                  | 24/08/2007 | 1     | 1:55  | Vancouver, Colúmbia Britânica |                       |
| Vitória | 3-0    | Daniel Wanderley      | Nocaute Técnico (interrupção do córner) | IMMAC 2: Attack                         | 21/04/2007 | 1     | 5:00  | Chicago, Illinois             |                       |
| Vitória | 2-0    | Matt Joseph           | Nocaute Técnico                         | Bourbon Street Brawl 3                  | 04/04/2007 | 1     | N/A   | Chicago, Illinois             |                       |
| Vitória | 1-0    | Jeremy Markam         | Nocaute Técnico (finalização e socos)   | Bourbon Street Brawl 2                  | 24/01/2007 | 1     | N/A   | Chicago, Illinois             |                       |